# Circondario del Tajmyr

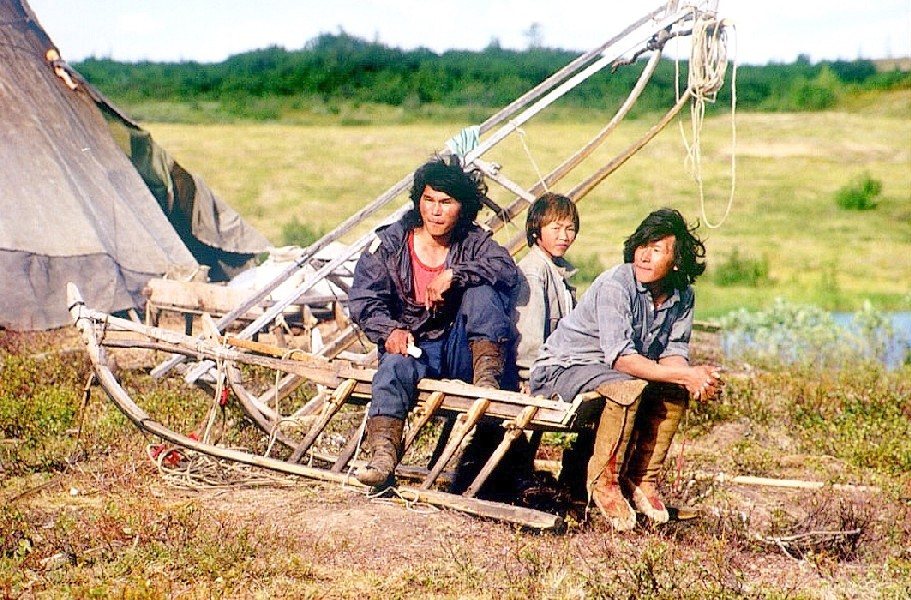
Indigeni del Tajmyr

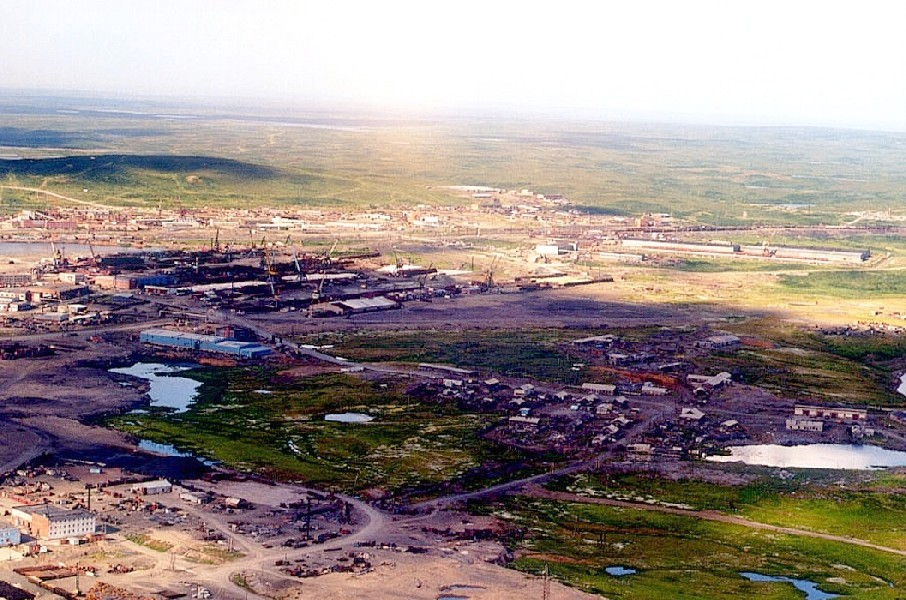
Veduta di Dudinka

Il circondario autonomo del Tajmyr (in russo Таймы́рский автоно́мный о́круг?, Tajmýrskij avtonómnyj ókrug), o circondario Dolgano-Nenec (in russo Долга́но-Нене́цкий автоно́мный о́круг?, Dolgáno-Nenéckij avtonómnyj ókrug), era un circondario (okrug) della Russia, facente parte del kraj di Krasnojarsk di cui costituiva la parte settentrionale. Il capoluogo era Dudinka mentre il centro maggiore Noril'sk, la seconda città al mondo per popolazione (dopo Murmansk) entro il circolo polare artico. Nel 2007 è stato abolito e integrato nel territorio di Krasnojarsk

## Storia
In seguito ai risultati del referendum tenutosi il 17 aprile 2005 il circondario del Tajmyr si è unito al kraj di Krasnojarsk il primo gennaio del 2007. Prima di quella data era un circondario autonomo e pertanto soggetto federale.

## Geografia fisica
Il circondario si affaccia a nord sul mare di Kara ed a nord-est sul mare di Laptev. Confina ad est con la repubblica di Sacha-Jacuzia, a sud con il circondario di Evenk ed il kraj di Krasnojarsk ed a ovest con il circondario autonomo di Jamalo-Nenec.
Il circondario prendeva nome dalla penisola del Tajmyr che ne costituisce la parte continentale più settentrionale.
Fanno parte del circondario gli arcipelaghi di Severnaja Zemlja, Nordenskiöld, Kirov ed altre isole poste nel Mar Glaciale Artico.
Il territorio è montuoso a nord, nella penisola del Tajmyr, dove si elevano i monti Byrranga che raggiungono la massima quota di 1.148 metri, mentre a sud si eleva l'altopiano Putorana, che raggiunge i 1.701 metri. Nella zona centrale si estende una vasta pianura.
Il confine orientale è delimitato dal fiume Enisej e dal suo estuario nel mare di Kara. Ad ovest scorre il fiume Chatanga che forma un lungo estuario prima di sfociare nel mare di Laptev. Il fiume è formato dalla confluenza dei fiumi Cheta e Kotuj che scendono dai monti Putorana. Nella penisola di Tajmyr scorre il fiume Tajmyr che fa da immissario ed emissario al lago omonimo. Ad ovest scorre da sud a nord il fiume Pjasina, che piega poi verso ovest per sfociare nel mare di Kara.
Con un'area di 844.200 km² ed una popolazione di soli 39.378 abitanti il circondario è una delle aree meno popolate della Russia. La capitale, Dudinka, è posta sul fiume Enisej; la città di Noril'sk pur rientrando nel territorio del circondario veniva amministrata direttamente dal kraj di Krasnojarsk.

## Società

### Evoluzione demografica
La popolazione nel 2002 risultava essere di 39.786 ripartita nei seguenti gruppi etnico-linguistici:
- 23.318 russi (58,6%)
- 5.517 dolgani (13,86%)
- 3.054 nenci (7,67%)
- 2.423 ucraini (6,09%)
- 766 nganasani (1,92%)
- 587 tedeschi del Volga (1,47%)
- 425 tatari (1,07%)
- 305 evenchi (0,77%)
- 294 bielorussi (0,74%)
- 239 azeri (0,6%)